# San José de Flores
San José de Flores – stacja metra w Buenos Aires, na linii A. Znajduje się pomiędzy stacjami Carabobo a San Pedrito. Stacja została otwarta 27 września 2013.